# Reinier de Graaf jr.
Reinier de Graaf (Schoonhoven, 1674 - 1717) was een zoon van de bekende Nederlandse medicus Reinier de Graaf. Er is geen betrouwbare aanwijzing voor een verwantschap aan het patriciërgeslacht De Graeff uit Amsterdam. Reinier werkte als graveur in Haarlem. Reinier de Graaf jr. is vooral bekend geworden als waarschijnlijke schrijver van de valse Rijmkroniek van Klaas Kolijn.
De eerste die De Graaf als waarschijnlijke vervalser noemde was de Leidse professor Adriaan Kluit in een brief aan Hendrik van Wijn. Kluit baseerde zijn stelling op het feit, dat Reinier de Graaf in samenwerking met de Rotterdamse boekhandelaar Pieter van Veer het manuscript van de rijmkroniek voor veel geld had verkocht aan de geleerde Cornelis van Alkemade. De Graaf had dus persoonlijk baat bij een vervalsing. Dit laat evenwel de vraag open of De Graaf voldoende deskundigheid had om een Middelnederlandse rijmkroniek te verzinnen. De beschuldiging van Adriaan Kluit is algemeen overgenomen, zodat men thans de Rijmkroniek van Klaas Kolijn op internet kan vinden onder de naam van Reinier de Graaf.

## Bron
- Tekst van de Rijmkroniek van Klaas Kolijn op een website die de kroniek in de 13e wil dateren, klaaskolijn.nl

1. ↑  Genealogie Reinier de Graaf. zie onder Genealogie